# Cayratia kiujiangensis
Cayratia kiujiangensis là một loài thực vật hai lá mầm trong họ Nho. Loài này được C.Y.Wu miêu tả khoa học đầu tiên năm 1986.